# Дрексел (Міссурі)
Дрексел (англ. Drexel) — місто (англ. city) в США, в округах Кесс і Бейтс штату Міссурі. Населення — 968 осіб (2020).

## Географія
Дрексел розташований за координатами 38°30′3″ пн. ш. 94°36′14″ зх. д. / 38.50083° пн. ш. 94.60389° зх. д. (38.500912, -94.603830).  За даними Бюро перепису населення США в 2010 році місто мало площу 7,15 км², з яких 7,06 км² — суходіл та 0,09 км² — водойми.

## Демографія

### Перепис 2010
Згідно з переписом 2010 року, у місті мешкало 965 осіб у 404 домогосподарствах у складі 264 родин. Густота населення становила 135 осіб/км².  Було 450 помешкань (63/км²).
Расовий склад населення:
| - 97,3 % — білих - 0,9 % — чорних або афроамериканців - 0,3 % — корінних американців - 0,1 % — азіатів |

До двох чи більше рас належало 1,3 %. Частка іспаномовних становила 0,7 % від усіх жителів.
За віковим діапазоном населення розподілялося таким чином: 26,2 % — особи молодші 18 років, 55,6 % — особи у віці 18—64 років, 18,2 % — особи у віці 65 років та старші. Медіана віку мешканця становила 39,4 року. На 100 осіб жіночої статі у місті припадало 98,6 чоловіків;  на 100 жінок у віці від 18 років та старших — 97,8 чоловіків також старших 18 років.
Середній дохід на одне домашнє господарство  становив 53 586 доларів США (медіана — 42 625), а середній дохід на одну сім'ю — 64 957 доларів (медіана — 65 833). За межею бідності перебувало 12,8 % осіб, у тому числі 7,3 % дітей у віці до 18 років та 8,9 % осіб у віці 65 років та старших.
Цивільне працевлаштоване населення становило 373 особи. Основні галузі зайнятості: освіта, охорона здоров'я та соціальна допомога — 20,4 %, роздрібна торгівля — 11,8 %, транспорт — 11,3 %.

### Перепис 2000
За даними перепису 2000 року
на території муніципалітету мешкало 1 090 людей, було 439 садиб та 303 сімей.
Густота населення становила 561,1 осіб/км². З 439 садиб у 36,4% проживали діти до 18 років, подружніх пар, що мешкали разом, було 58,5%,
садиб, у яких господиня не мала чоловіка — 7,7%, садиб без сім'ї — 30,8%.
Власники 14,1% садиб мали вік, що перевищував 65 років, а в 28,7% садиб принаймні одна людина була старшою за 65 років. Кількість людей у середньому на садибу становила 2,48, а в середньому на родину 3,07.
Середній річний дохід на садибу становив 39 219 доларів США, а на родину — 44 659 доларів США. Чоловіки мали дохід 37 404 доларів, жінки — 22 404 доларів. Дохід на душу населення був 17 207 доларів. Приблизно 4,9% родин та 7,1% населення жили за межею бідності.